# Bun Cook
Frederick John Cook (meglio noto come Bun Cook; Kingston, 18 settembre 1904 – Kingston, 19 marzo 1988) è stato un hockeista su ghiaccio e allenatore di hockey su ghiaccio canadese.
Dopo una carriera di successo nella National Hockey League con i New York Rangers intraprese la carriera da allenatore in American Hockey League divenendo l'unico uomo capace di vincere sette Calder Cup.

## Carriera

### Giocatore
Bun Cook nacque in una famiglia di hockeisti: anche i due fratelli Bill e Bud divennero giocatori professionistici, in particolare Bill che fu a lungo suo compagno di squadra.
Dopo due anni trascorsi in Ontario Bun iniziò la propria carriera professionistica nella Western Canada Hockey League con la maglia dei Saskatoon Sheiks. Nel 1926 si trasferì nella National Hockey League firmando un contratto con i New York Rangers; con i Blueshirts giocò nella stessa linea del fratello Bill e di Frank Boucher.
Con i Rangers nella stagione 1927-1928 Cook vinse la prima Stanley Cup nella storia della franchigia, ripetendosi nel 1933-1933 dopo la sconfitta dell'anno precedente da parte dei Toronto Maple Leafs. Nel 1936 dopo dieci stagioni disputate con 311 punti in 479 partite disputate Cooke lasciò New York per giocare una stagione con i Boston Bruins.
Dal 1937 si trasferì nella seconda lega nordamericana, l'American Hockey League, dove fu assunto come giocatore/allenatore dei Providence Reds. Nelle sei stagioni trascorse a Providence Cook si dedicò soprattutto al ruolo di allenatore, disputando solo 37 partite.

### Allenatore
Nel 1937 Cook diventò il nuovo allenatore dei Providence Reds, formazione dell'American Hockey League. Già alla prima stagione si aggiudicò la Calder Cup, riuscendo a ripetersi nella stagione 1939-40.
Nel 1943 prese il posto del fratello Bud alla guida dei Cleveland Barons. Nelle tredici stagioni con i Barons Cook guidò una delle formazioni più forti nella storia della AHL, capace di vincere cinque edizioni della Calder Cup in nove finali disputate: 1945, 1948, 1951, 1953 e 1954. Lasciò la formazione nel 1963 dopo l'unica stagione conclusa con un record negativo.
Nessuno nella storia della lega fu in grado di vincere sette titoli e al momento del ritiro da allenatore vantava un record di 636 vittorie, 413 sconfitte e 122 pareggi, con una percentuale di vittorie del 59,5%.
Cook morì nel 1988 a 84 anni di età ed entrò postumo nella Hockey Hall of Fame nel 1995. Per il suo contributo nella AHL nel 2007 entrò a far parte anche della AHL Hall of Fame.

## Palmarès

### Giocatore

#### Club
- Stanley Cup: 2

New York: 1927-1928, 1933-1933

#### Individuale
- Hockey Hall of Fame: 1

1995
- NHL Second All-Star Team: 1

1930-1931

### Allenatore

#### Club
- Calder Cup: 7

Providence: 1937-1938, 1939-1940
Cleveland: 1944-1945, 1947-1948, 1950-1951, 1952-1953, 1953-1954

#### Individuale
- AHL Hall of Fame: 1

2007